# Марк Вальєнте
Марк Вальєнте (ісп. Marc Valiente, нар. 29 березня 1987, Ґранульєс) — іспанський футболіст, захисник індійського клубу «Гоа».
Виступав, зокрема, за клуби «Севілья», «Реал Вальядолід» та «Спортінг» (Хіхон), а також молодіжну збірну Іспанії.
Володар Кубка Ізраїлю.

## Клубна кар'єра
Народився 29 березня 1987 року в місті Ґранульєс. Вихованець футбольної школи «Барселони».
У дорослому футболі дебютував 2005 року виступами за команду «Барселона Б», в якій провів три сезони. 
2008 року перейшов до «Севільї», утім протягом наступних двох сезонів здебільшого грав за другу команду «Севілья Атлетіко».
У 2010 році уклав контракт з клубом «Реал Вальядолід», у складі якого провів наступні п'ять років своєї кар'єри гравця. Більшість часу, проведеного у складі «Вальядоліда», був основним гравцем захисту команди.
Згодом з 2015 по 2019 рік грав у складі команд «Маккабі» (Хайфа), «Ейпен» та «Партизан».
З 2019 року три сезони захищав кольори клубу «Спортінг» (Хіхон). 
До складу клубу «Гоа» приєднався 2022 року. 

## Виступи за збірні
У 2007 році дебютував у складі юнацької збірної Іспанії (U-20), загалом на юнацькому рівні взяв участь у 5 іграх.
Протягом 2007–2008 років залучався до складу молодіжної збірної Іспанії. На молодіжному рівні зіграв у 6 офіційних матчах.

## Титули і досягнення
- Володар Кубка Ізраїлю (1):

«Маккабі» (Хайфа): 2015-2016